# Teodolindo Mourín
Teodolino Mourín Fernández (* 14. Juli 1914 in Buenos Aires; † 5. Oktober 2008 in Guayaquil, Ecuador) war ein argentinischer Fußballspieler, der vorwiegend als rechter Außenläufer im Mittelfeld agierte.

## Leben
Mourín spielte mindestens zwischen 1937 und 1943 für den argentinischen Verein Club Atlético Colegiales.
Anschließend war er in Mexiko aktiv, wo er jeweils eine Spielzeit bei der A.D.O. und beim Club Deportivo Tampico unter Vertrag stand.
Die letzten Jahre seiner aktiven Laufbahn verbrachte Mourín in Ecuador beim nur in den Jahren 1951 und 1952 bestehenden Club Sport Río Guayas sowie beim CD Everest.
Nach seiner aktiven Laufbahn arbeitete Mourín auch als Trainer für seinen ehemaligen Verein Everest, mit dem er 1969 den ecuadorianischen Supercup gewann.
Auch in seinem Ruhestand blieb Mourín in Ecuador, in dessen zweitgrößter Stadt Guayaquil er am 5. Oktober 2008 im Alter von 94 Jahren verstarb.